# Australian Mammalogy
Australian Mammalogy (ISSN 0310-0049) — австралийский териологический журнал для публикации научных исследований в различных областях науки о млекопитающих.

## История
С 1972 года публикуется Australian Mammal Society Inc.
В журнале публикуются результаты научных исследований проблем экологии, этологии, генетики и физиологии млекопитающих, а также освещаются проблемы их охраны и управления численностью, методика исследований. 
На начало 2010 года было опубликовано 32 томов. 
Главный редактор Dr Bill Holsworth, Australia.

## ISSN
- ISSN: 0310-0049
- eISSN: 1836-7402